# 小行星10257
小行星10257（10257 Garecynthia）是一颗绕太阳运转的小行星，为主小行星带小行星。该小行星于1977年10月16日发现。

## 轨道参数
小行星10257的轨道半长轴为3.4616329 UA，离心率为0.085。